# Echestratos
Echestratos (Ἐχέστρατος; X w. p.n.e.) – syn Agisa I, trzeci król Sparty z dynastii Agiadów.
Był ojcem Lebotesa i Labotasa, kolejnego króla. 
Za jego panowania Spartanie wygnali z ich ziem wszystkich mieszkańców Kynurii w wieku zdatnym do służby wojskowej. Jako powód podano, że mimo pokrewieństwa z Argiwami, napadali na Argolidę, a ich kraina była bazą wypadową dla łotrzyków.
Wiadomości o Echestratosie podaje Pauzaniasz (Wędrówki po Helladzie III 2,2), a w kontekście całego rodu wymienia go także Herodot (Dzieje VII, 204).